# بيل توماس
بيل توماس (بالإنجليزية: Bill Thomas)‏ هو ممثل بريطاني، ولد في 4 أغسطس 1952 بلندن في المملكة المتحدة.

## أعمال

### أفلام
- (2016) أليس في بلاد المرآة[2]

## وصلات خارجية
- بيل توماس على موقع IMDb (الإنجليزية)
- بيل توماس على موقع قاعدة بيانات الفيلم (الإنجليزية)